# Скураты (Брестская область)
Скураты́ (бел. Скураты) — деревня в Ивацевичском районе Брестской области. Входит в состав Квасевичского сельсовета.

## История
Впервые в письменных источниках село упоминается 23 октября 1597 года как село Коссовской волости Слонимского уезда, которое было в аренде у пана Дмитрия Васильевича Киянина. Деревня была маленькая, пахотной земли было всего «шесть плугов, шестнадцать морков, двенадцать шестов».
В 1846 году в селе было 42 дома, в которых проживало 328 человек. Всего у них было 463 десятины пашни, 144 десятины сена. В селе было 11 лошадей, 92 вола, 54 коровы, 140 овец, 83 свиньи и 9 ульев. Крестьяне должны были платить подать за владение землей.
в 1905 году в деревне проживало 617 человек.
До 1964 г. село входило в состав Белавицкого сельсовета, а до 17 ноября 1980 года — в состав Верашкоского сельсовета.

## Население
2009 год — 144 человека.
1999 год — 256 человека.

## Известные уроженцы
- Фома Фомич Можейко — член-корреспондент Национальной академии наук Беларуси, специалист в области коллоидной химии и физико-химической механики.
- Евгений Александрович Казимирчик (1961 г.р.) — белорусский политик.